# Braud-et-Saint-Louis
Braud-et-Saint-Louis es una población y comuna francesa del departamento de Gironda en la región de Nueva Aquitania.

## Geografía
Municipio situado en el Blayais y sobre el estuario de la Gironda en la confluencia del Livenne.

## Historia
En el An VI, los pequeños municipios de Braud y de Saint-Louis se fusionaron para formar el nuevo de Braud-et-Saint-Louis.

## Demografía
| 1 030 | 1 041 | 991 | 1 753 | 1 260 | 1 305 | 1 496 |
| Para los censos de 1962 a 1999 la población legal corresponde a la población sin duplicidades (Fuente: INSEE [Consultar]) |       |     |       |       |       |       |